# Human Error
Human Error är ett svenskt punkband som bildades i Stockholm år 1994, bildat av gitarristen Magnus Hjort, sångaren Jim Farula och basisten Per Gradén. Delar av bandet medverkade 1996 i den svenska spaghettiwesternfilmen The Return of Jesus Part II.

## Diskografi

### Album
- Pain (1996)
- Pain Re: Visited (2017)
- No One Ever Said It Was Easy (2017)

### Samlingsskivor
- Definitivt 50 spänn 5 (Understand)(1996)
- The Return Of Jesus Part II (soundtrack) (Lesson)(1997)

### DVD
- Definitivt Birdnest Dvd Part 1 (2004)